# Laerte
Laerte (in greco antico: Λαέρτης?, Laèrtēs) è un personaggio della mitologia greca, noto per essere uno degli Argonauti e il padre di Ulisse (che per questo viene a volte denominato Laerzìade, in greco antico: Λαερτιάδης?, Laertiàdēs, "figlio di Laerte"). Secondo alcune fonti secondarie successive a Omero, il padre di Ulisse era Sisifo, che violentò la madre di Ulisse, Anticlea, prima che sposasse Laerte.

## Mitologia
Laerte era figlio di Arcesio, o Arcisio e di Calcomedusa.
Dal bisnonno Deioneo (figlio di Eolo e padre di Cefalo) derivava l'appartenenza alla stirpe di Deucalione.
La sua famiglia era originaria di Cefalonia, difatti suo nonno Cefalo era eponimo dell'isola.
Fu re di Itaca e prese in moglie Anticlea. Nell'Odissea è presentato come il padre di Ulisse, ma secondo una tradizione posteriore avrebbe sposato Anticlea quando lei era già stata messa incinta da Sisifo.
Il re Laerte fu membro della spedizione degli Argonauti, come molti eroi della sua generazione. Rientrato vittorioso dal viaggio con Giasone durato circa sette anni, partecipò alla caccia del cinghiale di Calidone.
Quando suo figlio Ulisse tornò a Itaca dieci anni dopo la fine della guerra di Troia, durante i quali aveva dovuto soffrire molto per sfuggire alle insidie tramate dal dio del mare Poseidone, Laerte, già molto anziano, non lo riconobbe al primo impatto, ma Ulisse dovette descrivergli il frutteto che un tempo egli stesso gli aveva donato. Nel frattempo Penelope, moglie di Ulisse, aveva tessuto durante il giorno e disfatto durante la notte il velo funerario per Laerte.
Quando Eupite venne a reclamare vendetta per la morte del figlio Antinoo, ucciso durante lo scontro con i Proci, la dea Atena infuse allora «una gran forza» in Laerte, il quale trapassò il nemico da parte a parte con un colpo di lancia.